# Balša Hercegović Hrvatinić
Balša Hercegović (?, oko 1380. - ?, 1416.), bosanski veliki vojvoda i jedini sin Hrvoja Vukčića Hrvatinića iz bosanske velikaške obitelji Hrvatinić. Nije poznato tko mu je bila majka, jer se njegov otac tek oko 1400. godine vjenčao s hrvatskom kneginjom Jelenom Nelipčić, što pretpostavlja da je Balša bio Hrvojev sin iz prvog braka.
U izvorima se prvi put spominje 1398. godine kada je zapovijedao vojskom koja je osvojila grad Dubicu i Dubičku županiju. Godine 1403. bio je primljen u splitsko plemstvo, a otac mu je 1405. godine predao na upravu otoke Brač, Hvar, Vis i Korčulu. 
Naslijedio je oca na položaju velikog vojvode i kneza Donjih kraja, ali nije se uspio nametnuti u Bosni. Štoviše, nije dugo nadživio svog oca, umro je potkraj iste godine, a iza sebe je ostavio dvije kćeri: Katarinu, udanu za kneza Tvrtka Borovinića i Doroteju, koja je prvo bila udana za kneza Ivana IV. Blagajskog, a potom za kneza Martina IV. Frankapana. Obje kćeri spominju se između 1418. i 1423. godine u vezi s nasljeđivanjem Hrvojeve baštine u Dubrovniku.